# Fosfolipase C

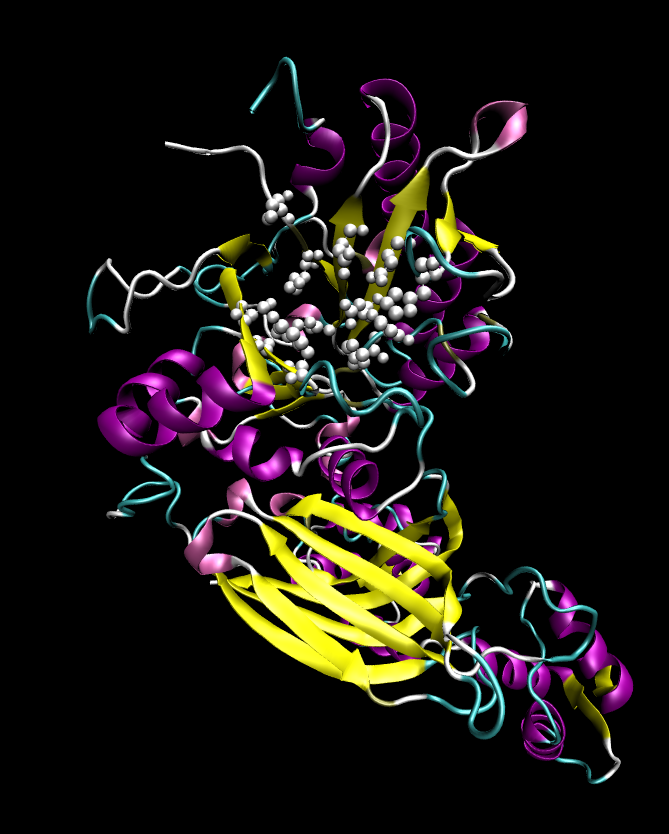
Driedimensionaal model van een fosfolipase C, namelijk PLCD1.

Algemene structuurformule van een fosfolipide met aanduiding van de verschillende bindingen die gesplitst worden door fosfolipasen.

Fosfolipase C (afgekort tot PLC, van het Engelse Phospholipase C) is een klasse van enzymen die fosfolipiden net voor de fosfaatgroep splitsen. De fosforylering en defosforylering van bio-organische verbindingen is een cruciaal proces bij de signaaltransductie in eukaryote cellen. Zodoende spelen enzymen zoals fosfatasen en fosfolipasen hierbij een belangrijke rol.

## Types
Er bestaan 13 soorten fosfolipase C-enzymen, die naargelang hun structuur geclassificeerd worden als zes types (met name β, γ, δ, ε, ζ en η). Deze enzymen worden allen aangeduid met een specifieke lettercode:
- Bèta (β): PLCB1, PLCB2, PLCB3 en PLCB4
- Gamma (γ): PLCG1 en PLCG2
- Delta (δ): PLCD1, PLCD3 en PLCD4
- Epsilon (ε): PLCE1
- Zèta (ζ): PLCZ1
- Èta (η): PLCH1 en PLCH2

Verder zijn er nog twee fosfolipase C-achtige enzymen, namelijk PLCL1 en PLCL2.

## Werking
De interactie tussen een hormoon en zijn receptor kan het membraangebonden fosfolipase C activeren. Doorgaans zijn dergelijke receptoren G-proteïnegekoppelde receptoren, die geactiveerd worden door onder andere serotonine, noradrenaline, adrenaline en verschillende alkaloïden (waaronder opioïden).
Door activatie van fosfolipase C wordt het fosfolipide fosfatidylinositol-4,5-bisfosfaat in het celmembraan gesplitst in 2 secundaire metabolieten: inositoltrifosfaat (IP3) en diacylglycerol (DAG). Het diacylglycerol blijft gebonden aan het membraan, terwijl het inositoltrifosfaat vrijkomt in het cytosol. Deze verbinding diffundeert en bindt aan specifieke IP3-receptoren, in het bijzonder calciumkanalen in het glad endoplasmatisch reticulum. Dit heeft tot gevolg dat de cytosolische concentratie aan calciumionen (Ca2+) toeneemt, waardoor een cascade aan intracellulaire signalen wordt geïnduceerd. Bovendien treedt tussen het membraangebonden diacylglycerol en de vrijgekomen calciumionen een interactie op, die het proteïnekinase C activeert. Dit kinase fosforyleert andere moleculen, zodat een welbepaalde cellulaire activiteit wordt gestart.
Uiteindelijk wordt diacylglycerol gehydrolyseerd tot arachidonzuur. Dit is de precursor voor prostaglandinen, die de hormoonfunctie kunnen beïnvloeden.